# Witalij Masłowski
Witalij Masłowski (ukr. Віталій Масловський, ur. 7 czerwca 1935 we wsi Moszczana na Wołyniu, zm. 26 października 1999 we Lwowie) – ukraiński historyk, doktor nauk historycznych, nauczyciel akademicki.

## Życiorys
Urodził się 7 czerwca 1935 roku we wsi Moszczana (obecnie rejon kowelski w obwodzie wołyńskim na Ukrainie). Jako nastolatek był świadkiem likwidacji 13-tysięcznego getta w Kowlu. W 1960 roku ukończył studia na Uniwersytecie Lwowskim (Wydział Historyczny). W latach 1968–1993 pracował w Instytucie Nauk Społecznych we Lwowie (z początkiem lat 90. – w Instytucie Studiów Ukraińskich im. Iwana Krypjakewicza) na stanowiskach młodszego, starszego oraz wiodącego pracownika naukowego. Witalij Masłowski w 1974 roku obronił pracę magisterską na temat „Walki robotniczych zachodnich okręgów Ukrainy przeciwko klasowo wrogim elementom w okresie socjalistycznych przemian na wsi w latach 1944–1960”, zaś w 1985 roku pracę doktorską pt. „Walka klas na wsi w zachodnich okręgach Ukrainy w okresie budowania postaw socjalizmu”.
Po opublikowaniu w 1990 roku książki „Ziemia oskarża” (ukr. Звинувачує земля) о działalności UPA został zwolniony z pracy w Instytucie Nauk Społecznych zachodnioukraińskiego oddziału Akademii Nauk Ukrainy. Od czego czasu, przez ponad dziesięć lat, Masłowski pozostawał bezrobotnym, żyjącym z renty inwalidzkiej weterana II wojny światowej. Nie zaprzestał badań i pisania.
W roku 1999 w Moskwie została opublikowana książka „Z kim i przeciw komu walczyli nacjonaliści ukraińscy w latach II wojny światowej”. Poszczególne rozdziały w kolejnych latach zostały opublikowane we lwowskiej gazecie socjalistycznej „Wolna Ukraina” (ukr. Vilna Ukraina), co spowodowało silną reakcję ze strony ukraińskich nacjonalistów. Przez media przetoczyła się kampania oskarżeń wobec naukowca.
Pod koniec 1999 roku dr Masłowski ukończył kolejną książkę – o Holokauście i roli OUN-UPA w jego realizacji. Podczas pracy nad nią, autor dotarł do wielu nowych, wcześniej nieznanych źródeł historycznych.
26 października 1999 roku Witalij Masłowski znaleziony został nieprzytomny na klatce schodowej w bloku, w którym mieszkał. Zgon nastąpił 27 października w wyniku obrażeń ciała spowodowanych upadkiem, m.in. urazowego uszkodzenia mózgu oraz pęknięcia w części szyjnej kręgosłupa. Żona Witalija Masłowskiego, przerażona groźbami śmierci pod adresem męża, odmówiła wszczęcia śledztwa, stwierdziwszy, iż jego śmierć nastąpiła z przyczyn naturalnych.
Historyk brał aktywny udział w życiu rosyjskiego centrum kultury we Lwowie, był uczestnikiem konferencji i zjazdów dotyczących stosunków rosyjsko-ukraińskich. Część opinii traktuje jego śmierć jako zabójstwo polityczne, analogiczne do zabójstwa Jarosława Hałana. 
W 2005 roku Żydowski Fundusz Ukrainy pośmiertnie wydał ostatnią z prac naukowca – „Holocaust Żydów Ukrainy. Początek. Galicja” (ros. Холокост евреев Украины. Начало. Галичина).

## Publikacje
- Дорога в безодню – Lwów, 1978[2]
- Зброя Ярослава Галана – Lwów, 1982[2]
- Звинувачує земля – Moskwa, 1991[2]
- З ким і проти кого воювали українські націоналісти в роки Другої світової війни – Moskwa, 1999 (pol. Z kim i przeciw komu walczyli nacjonaliści ukraińscy w latach II wojny światowej)[4]
- Холокост евреев Украины. Начало. Галичина.. 2005. ISBN 5-7020-0486-8. (ros.).